# 四川银行学校
四川银行学校是中华人民共和国曾经存在的一所全国重点中等专业学校，学校创建于1909年，校址最初设在重庆市，后迁至四川省成都市。
2000年，学校并入西南财经大学。

## 校史沿革
学校前身是创建于1909年的甲种商业学校，校址位于重庆市机房街。
1924年，学校更名为四川省立重庆高级商业职业学校，由原四川省教育厅主管，校址在重庆市桂花园。
1951年3月，学校与重庆市立商业学校合并，更名为重庆市高级商业职业学校，由重庆市教育局领导，校址位于重庆市玄坛庙。
1952年至1969年12月，学校先后更名为重庆市第一财经学校（1952年）、中国人民银行重庆银行学校（1955年）、四川财政金融学校（1959年）、四川银行学校（1964年），主管单位先后为中国人民银行重庆市分行、中国人民银行、中国人民银行四川省分行、后又划归中国人民银行。校址也由重庆市迁至成都市东南里。
1969年12月至1973年6月，学校停办。
1973年7月，学校更名为四川省银行学校，由中国人民银行领导、中国人民银行四川省分行代管，校址迁至成都市中暑袜街。
1979年8月，学校更名为四川银行学校，校址迁至成都市外西谢家祠。
1981年，学校被原国家教委批准为全国重点中专。
1999年，学校成为“中国人民银行成都分行干部培训中心”和“中国共产党中国人民银行总行委员会党校成都分校”。
2000年5月，学校并入西南财经大学。

## 教育教学[1]

### 教职工概况
1949年前，教师来源由校长聘请，实行一期一聘。
中华人民共和国成立后，改由学校校务委员会提出拟聘教师名单，报重庆市人民政府文教局批准，由文教部门统一管理审聘和统一调配。
重庆市高级商业职业学校时期，由重庆市人民政府文教部调配。
1952年至1959年，由中国人民银行重庆市分行调配。
1959年至1969年，由中国人民银行四川省分行调配。
1973年学校复校后，中国人民银行四川省分行在各处室抽调业务骨干以及原四川银行学校的部分教师组织新的教室队伍，并陆续从各大专院校分配本专科毕业生任教以及从本校毕业生中选拔优秀学生留校任教。
| 学校名称                 | 教职工人数，其中教师人数（统计时间） |
| ------------------------ | ------------------------------------ |
| 重庆高级商业职业学校     | 30余人（1950年）                     |
| 中国人民银行重庆银行学校 | 92人（1957年）                       |
| 四川银行学校             | 114人（1965年）                      |
| 四川省银行学校           | 44人, 17人（1973年）                 |
| 四川银行学校             | 143人，72人（1981年）                |
| 四川银行学校             | 136人，65人（2000年）                |

### 专业教育
甲种商业学校时期，学校未分专业，招生对象为初中毕业生，学制3年。
四川省立重庆市高级商业职业学校时期，学校先后设立会计科、工商科、银行科、银行保险科、统计科、合作管理科、普商科、高级会统科等专业；中华人民共和国成立初期，设立银行会计科、成本会计科、工厂管理科、合作管理科、统计科、会计科、信贷科等专业。招生对象均为初中毕业生，1952年春季，曾一度招收高小毕业生。工厂管理科、合作管理科、统计科和会计科的学制为1年，其他专业学制为3年。
重庆市第一财经学校时期，设会计、信贷2个专业6个班。同年秋季，学校曾招收高小毕业生，会计、信贷专业的学制为五年一贯制，其余专业学制为3年。
中国人民银行重庆银行学校时期，学校在1958年将专业分为车间。学制为3年。
四川财政金融学校和四川银行学校时期，1959年至1964年，学校设立银行、财经、工商信贷、粮工、粮会等专业。学制为3年。
1969年12月至1973年6月，学校停办。
1973年学校复校，并更名为四川省银行学校，先后设立了银行专业、农村金融专业、城市金融专业、外汇专业、财会专业、金融与证券专业、财会与微机操作专业等。1973年至1976年，学校招收工农兵学员；1977年，实行全国统一考试的学校招收高中文科毕业生；1973年至1977年的学制均为4年。
四川银行学校时期，1987年，学校开设实行文理兼收；1994年后，学校开设招收初中毕业生，学制为3年。
| 时间                  | 招生人数 | 毕业生人数 |
| --------------------- | -------- | ---------- |
| 1935年 - 1949年       | 2485     | 1182       |
| 1950年 - “文革”停办前 | 3421     | 3141       |
| 1973年复校至2000年9月 | 7435     | 7342       |

### 干部培训与成人教育

#### 干部培训
1973年复校后，学校接受中国人民银行和四川省分行的委托，主要承担处级以下各级各类在职职工的培训。
- 对县支行行长的培训。学校共举办县支行行长培训班30多期，培训学员2000多人次。

- 以适应性培训为重点的岗位培训。举办诗词培训班7期、辅导员培训班10期、云贵川三省县支行会计股长班3期、县支行货币发行股长培训班5期、县支行稽核股长培训班4期，培训学员3000多人次。

此外，学校还举办面向专业银行和非银行金融机构的培训，共培训1135人。

#### 成人教育
（1）中专函授教育
1982年，学校开始举办第一届函授中专，1985年、1988年、1990年、1993年、1994年、1995年、1996年、1997年，学校先后举办了第二、三、四、五、六、七、八、九届函授班，共计招收37996人，毕业32024人。
（2）专科及专科以上层次的学历教育
1989年10月，设立河南金融干部管理学院四川函授分部，在四川省人民银行和四川省建设银行系统招收在职职工335人，进行高等专业证书函授教育。
1995年，与西南财经大学联合开办金融函授大专班。1997年，开办大专起点的函授本科班，并在成都、宜宾、绵阳等地设立中国人民银行直属的函授班，面向中国人民银行系统的干部职工，每年招收大专函授生500名，本科函授生100人。

## 行政机构[1]

### 中华人民共和国成立前
1909年至1949年，学校设正职校长1人，由四川省教育厅委派，校长下设有教务处、训育处与事务处，各社主任1人。此外，学校还有校务委员会、职业教育研究会、学籍审查委员会、经济审核委员会和图书审查委员会。

### 中华人民共和国时期

#### “文革”前
1951年重庆高级商业职业学校成立时，校长职务保留，教务处改为教导处，训育处取消，事务处改为总务处。至1969年学校停办前，学校先后设立正副校长各1人，下设政治处（下设组织科、青年科和宣传科）、教务处（下设政治课教研室、普通课教研室和专业课教研室）、办公室（下设总务科和膳食科）和教育工会。1954年，学校建立党支部，1959年建立党总支委员会。在这一时期，学校还有校务委员会、共青团组织、学生会和少先队。

#### 复校后
1973年学校复校，设立办公室和教研室以及中国共产党四川省银行学校党支部，后增设政治思想工作室。1975年，中国共产党四川省银行学校党总支委员会成立，张国维为书记。
1980年，学校更名为四川银行学校，中国共产党四川银行学校基层委员会成立，学校设立了办公室、教务处、总务处以及信贷课教研室、会计课教研室、农金课教研室、政治课教研室和普通课教研室，后增设了干训处、学生科以及保卫科。
1983年，学校原领导干部职务一律免除，学校机构进行局部调整。1985年后，学校陆续设立了图书室、基建科、体育教研室以及膳食科。
1988年，学校机构再次调整，变更为办公室、人事保卫科、总务处、教务处、学生科、基建科、干训处、政治课教研室、专业课教研室、基础课教研室、会计课教研室、电教电算教研室、体育课教研室和普通课教研室。后增设保卫科。
在这一时期，学校还有工会委员会、共青团四川银行学校委员会、学生会、爱卫会和保密委员会。
2000年5月，学校并入西南财经大学。

## 历任校长
| 学校名称                       | 时间                   | 校长                                       |
| ------------------------------ | ---------------------- | ------------------------------------------ |
| 甲种商业学校                   | 1909年 - 1924年        | 暂缺                                       |
| 四川省立重庆市高级商业职业学校 |                        |                                            |
| 1924年 - 1940年                | 鄢祥                   |                                            |
| 1940年 - 1942年                | 秦均平                 |                                            |
| 1942年 - 1945年                | 陈泽恩                 |                                            |
| 1945年 - 1946年                | 赵儒卿                 |                                            |
| 1946年 - 1947年                | 石子才                 |                                            |
| 1947年 - 重庆解放              | 尹树藩                 |                                            |
| 1950年3月 - 1952年8月          | 周远鹤                 |                                            |
| 重庆市第一财经学校             | 1952年8月 - 1954年8月  | 余跃泽 （时任中国人民银行 重庆市分行行长） |
| 中国人民银行重庆银行学校       | 1954年9月 - 1959年9月  | 吴先禄                                     |
| 四川财政金融学校               | 1959年10月 - 1964年7月 | 王天孚                                     |
| 四川银行学校                   | 1964年7月 - 1969年12月 | 曹均                                       |
| 学校停办                       | 1969年12月 - 1973年6月 | 学校停办                                   |
| 四川省银行学校                 | 1973年7月 - 1978年     | 刘增基 （负责人）                          |
| 四川省银行学校                 | 1978年 - 1980年        | 单凤高                                     |
| 四川银行学校                   |                        | 单凤高                                     |
| 1980年1月 - 1981年2月          |                        | 单凤高                                     |
| 1981年2月 - 1983年8月          | 万广仁                 |                                            |
| 1983年8月 - 1988年5月          | 万广仁                 |                                            |
| 1988年5月 - 2000年5月          | 雷熙明                 |                                            |